# Gemeentepark van Wevelgem
Het Gemeentepark van het Belgische Wevelgem is een kasteelpark gelegen tussen de Vanackerestraat (N8), Lode de Boningestraat en de Leopoldstraat. Het gemeentehuis (kasteel) en bibliotheek bevinden zich in het park , en vormen een groene omgeving in het centrum van Wevelgem. Er is een vijver, evenementenweide, er zijn enkele beschermde torentjes, speelpleinen, wandelpaadjes en een romantische tuin. Het park in Engelse landschapsstijl was oorspronkelijk het kasteeldomein Vanackere.

## Kasteelpark van Wevelgem
Met de sterke groei van de gemeente in de jaren 1950 werd ingezet op de aankoop van het kasteelpark van de lokale industrieel Vanackere. Sindsdien zou het kasteel dienstdoen als gemeentehuis. Vanaf dan ontwikkelde de vrijetijdsinfrastructuur van Wevelgem zich als een verzameling vrijstaande gebouwen in een lijn langs de steenweg van Kortrijk naar Menen (N8). De sporthal (gebouwd 1967), cultureel centrum (gebouwd 1971), zwembad (gebouwd 1974) werden in elkaars nabijheid gebracht rond het vroegere kasteelpark.